# Prospect Peak Fire Lookout
Le Prospect Peak Fire Lookout est une tour de guet du comté de Shasta, en Californie, dans l'ouest des États-Unis. Protégé au sein du parc national volcanique de Lassen et de la Lassen Volcanic Wilderness, il est situé sur le West Prospect Peak. Il est inscrit au Registre national des lieux historiques depuis le 30 mars 1978.